# Pop-ish Frenzy
Pop-ish Frenzy è il secondo album musicale del gruppo musicale inglese Purple Hearts.

## Tracce
1. Friends Again
2. When I see you
3. Call Of The Wild
4. I'll Make you Mine
5. Get Out Of My Life Woman
6. Hi Baby!
7. Shell Shock
8. But On Sunday
9. I Can't Dream
10. Gun Of Life

## Formazione
- Bob Manton - voce
- Simon Stebbing - chitarra
- Jeff Shadbolt - basso
- Gary Sparks - batteria